# Olli Heinonen
Olli Heinonen   (Lesogorsky, 7 de gener de 1937) fou un futbolista finlandès de la dècada de 1960.
Fou 29 cops internacional amb la selecció finlandesa.
Pel que fa a clubs, destacà a Viipurin Reipas, Tampereen Ilves-Kissat i Lahden Reipas.